# Esteban Calderón González
 Esteban Alexander Calderón González (Placilla, Región de O'Higgins, 13 de febrero de 2004) es un futbolista chileno que juega como delantero en O'Higgins de Primera División de Chile.

## Trayectoria

### O'Higgins
Esteban es oriundo de Rinconada de Manantiales en la comuna de Placilla, se unió 2012 a O'Higgins, luego ser observado por el área de captación del club en una prueba de jugadores. El 26 de noviembre de 2021 se consagra campeón del torneo Sub-18, venciendo a Colo-Colo por 1-0.
En 2024 es ascendido al primer equipo bajo las órdenes del técnico argentino Juan Manuel Azconzábal. Debutó en el fútbol profesional el 17 de febrero de 2024 en un partido contra Deportes Copiapó en la primera fecha del Campeonato Nacional 2024 ingresando en el minuto 88" por el volante argentino Martín Sarrafiore, finalizando el partido 3-1 en favor del equipo de Rancagua.

## Clubes
| Club                                        | Div.          | Temporada     | Liga  | Liga  | Copas Nacionales(1) | Copas Nacionales(1) | Torneos Internacionales(2) | Torneos Internacionales(2) | Total(3) | Total(3) |  |
| Club                                        | Div.          | Temporada     | Part. | Goles | Part.               | Goles               | Part.                      | Goles                      | Part.    | Goles    |  |
| ------------------------------------------- | ------------- | ------------- | ----- | ----- | ------------------- | ------------------- | -------------------------- | -------------------------- | -------- | -------- |  |
| O'Higgins · Chile                           | 1.ª           | 2024          | 22    | 3     | 0                   | 0                   | 0                          | 0                          | 22       | 3        |  |
| O'Higgins · Chile                           | 1.ª           | 2025          | 14    | 4     | 3                   | 1                   | 0                          | 0                          | 17       | 5        |  |
| O'Higgins · Chile                           | Total club    | Total club    | 36    | 7     | 3                   | 1                   | 0                          | 0                          | 39       | 8        |  |
| Total carrera                               | Total carrera | Total carrera | 36    | 7     | 3                   | 1                   | 0                          | 0                          | 39       | 8        |  |
| (3) No incluye goles en partidos amistosos. |               |               |       |       |                     |                     |                            |                            |          |          |  |